# VoorNederland
Group Bontes/Van Klaveren (Groep Bontes/Van Klaveren) – Per i Paesi Bassi (VoorNederland –  VNL) è un gruppo parlamentare nella Camera dei Rappresentanti dei Paesi Bassi formato il 15 aprile 2014 da Louis Bontes e Joram van Klaveren, due parlamentari della Camera dei Rappresentanti dei Paesi Bassi che hanno abbandonato il Partito per la Libertà (PVV). Il 28 maggio 2014 Louis Bontes, Joram van Klaveren e Johan Driessen annunciarono la formazione di un nuovo partito politico.

## Storia
Il 28 maggio 2014, il gruppo fondò ufficialmente un nuovo partito politico, Voor Nederland (NL) (in italiano Per i Paesi Bassi), un partito politico liberale classico, conservatore liberale ed euroscettico. Il 13 novembre 2014, il partito annunciò che avrebbe collaborato con il Partito per l'Indipendenza del Regno Unito nell'Alleanza per la Democrazia Diretta in Europa. Nel dicembre 2014 e nel gennaio 2015 il VNL è stato raggiunto dall'ex leader del PVV nel Parlamento europeo Laurence Stassen e, portando fino alle elezioni provinciali del 2015, due rappresentanti provinciali del PVV da Groninga e dalla Gheldria. Il 27 gennaio 2015 è stato annunciato che i membri del partito Articolo 50 avevano votato per fondersi in Voor Nederland. Il 21 aprile 2015 è stato annunciato che il giurista ed ex avvocato Bram Moszkowicz diventa il leader del partito e lijsttrekker di Voor Nederland alle prossime elezioni parlamentari olandesi, previste per il 2017.

## Programma
Il VNL è un sostenitore del piccolo governo e sostiene l'introduzione di una bassa flat tax. Inoltre, sostiene gli investimenti nella polizia e nella difesa, mira a limitare i poteri dell'Unione europea per una zona di libero scambio, e vuole una politica d'immigrazione più severa.